# Aphthona
{{Bảng phân loại
| name = Aphthona
| image = Aphthona flava flea beetle.jpg
| image_width = 220px
| image_caption = Flea beetle Aphthona flava
|regnum = Animalia
| phylum = Arthropoda
| classis = Insecta
| ordo = Coleoptera
| familia = Chrysomelidae
| subfamilia = Alticinae
| genus = Aphthona
| genus_authority = Chevrolat, 1836
| subdivision_ranks = Các loài
| subdivision = 
Xem bài.
Aphthona là một chi bọ cánh cứng trong họ bọ cánh cứng lá Chrysomelidae, bản địa châu Âu và châu Á. Có 135 loài được biết từ miền Cổ bắc.
Đây là loài quan trọng vì được sử dụng trong việc kiểm soát cây đại kích, một loài cây xâm hại ở Bắc Mỹ. Nhiều loài đã được du nhập từ châu Âu và bản địa hóa ở Hoa Kỳ và Canana. Sáu loài dùng cho mục đích này gồm A. abdominalis, A. cyparissiae, A. czwalinae, A. flava, A. nigriscutis, và A. lacerosa, dù A. abdominalis rõ ràng chưa bao giờ thiết lập một quần thể sống động và chưa bao giờ được du nhập vào Canada.

## Hiệu quả kiểm soát
Kết quả kiểm soát nói chung thì có hiệu quả nhưng cũng tùy theo từng chỗ, nó kiểm soát mầm bệnh soilborn, mầm bệnh mùa xuân, kết cấu của đất, và mật độ lá của cây đại kích. Hiệu quả kiểm soát không có hiệu quả khi ở trong đất cát. Dữ liệu sẽ không còn tin cậy được sau khoảng 10 năm hoặc hơn.

## Hình ảnh

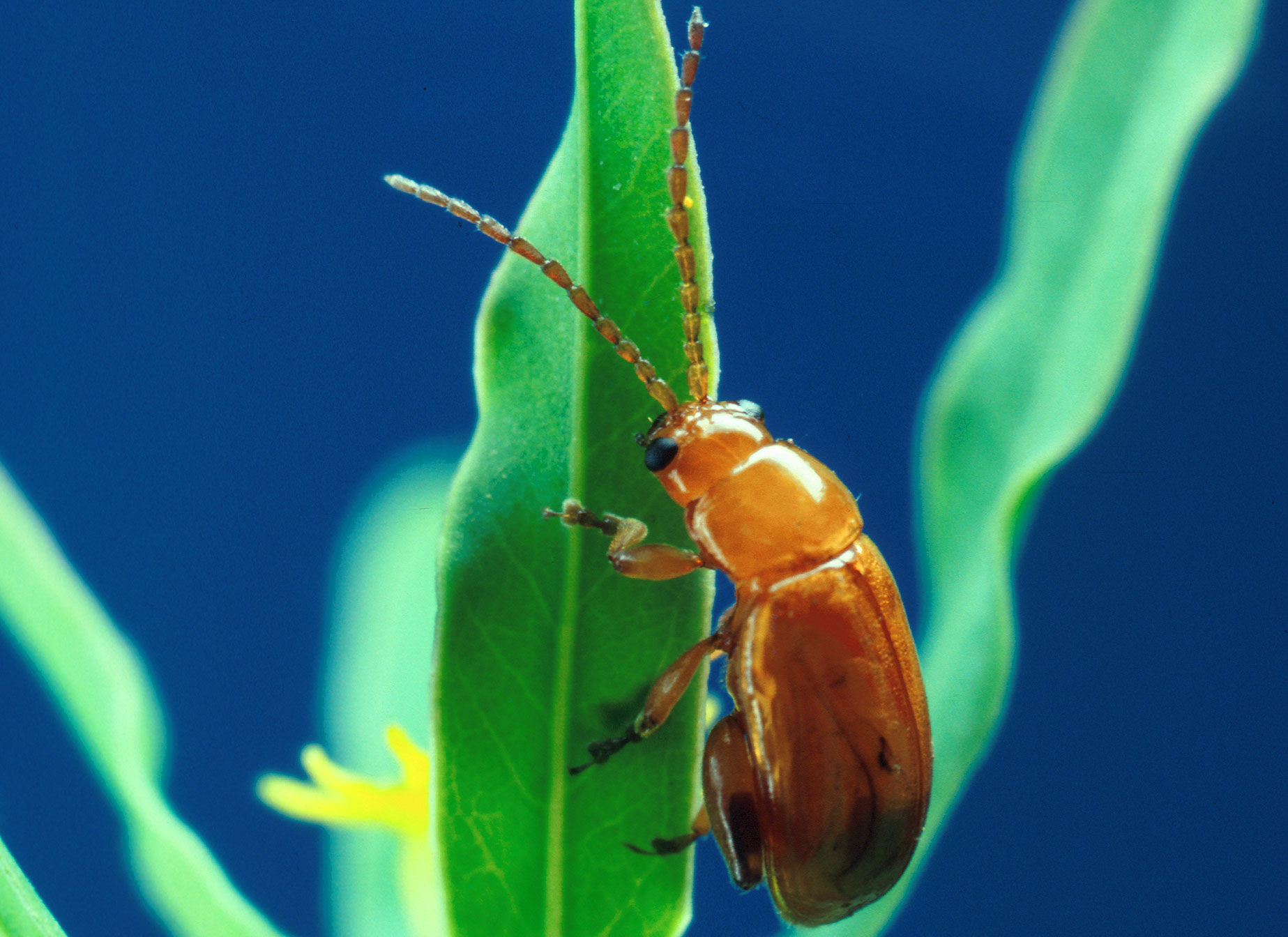
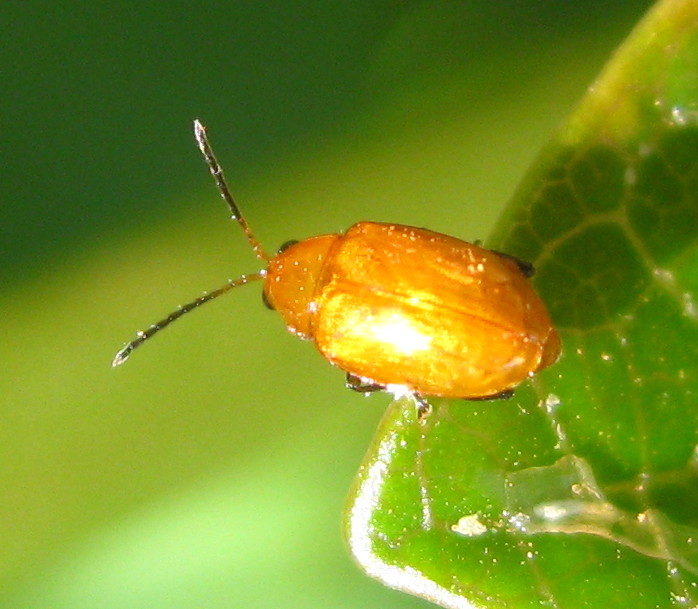
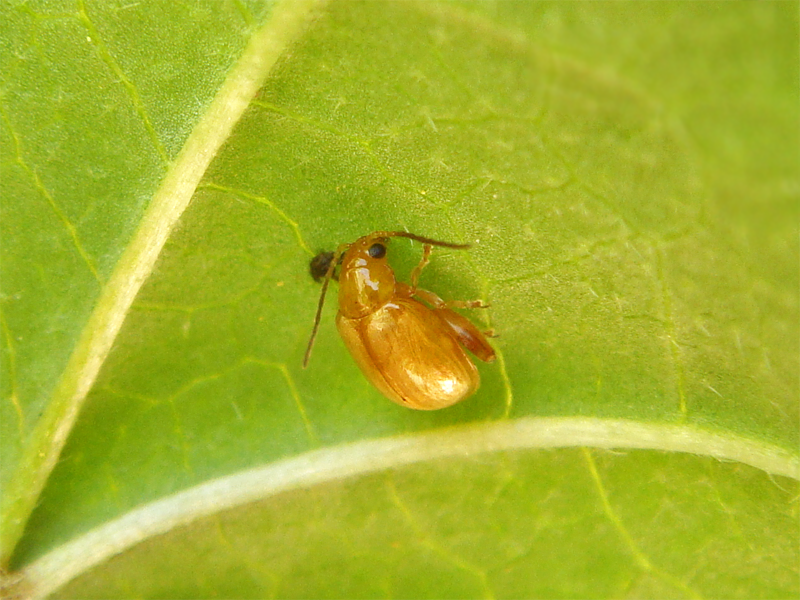

## Các loài
| - Aphthona abdominalis - Aphthona aeneomicans - Aphthona albertinae - Aphthona alcina - Aphthona atrocaerulea - Aphthona atrovirens - Aphthona beauprei - Aphthona beckeri - Aphthona biokovensis - Aphthona bonvouloiri - Aphthona carbonaria - Aphthona chinchihi - Aphthona coerulea - Aphthona constantini - Aphthona crassipes - Aphthona cyparissiae - Aphthona czwalinae - Aphthona delicatula - Aphthona depressa - Aphthona erichsoni - Aphthona espagnoli - Aphthona euphorbiae - Aphthona flava - Aphthona flaviceps - Aphthona franzi - Aphthona fuentei - Aphthona gracilis - Aphthona herbigrada - Aphthona illigeri - Aphthona juliana - Aphthona konstantinovi - Aphthona kuntzei - Aphthona lacertosa - Aphthona lubischevi - Aphthona lutescens - Aphthona maculata | - Aphthona maghrebina - Aphthona maldesi - Aphthona melancholica - Aphthona microcephala - Aphthona nigriceps - Aphthona nigriscutis - Aphthona nonstriata - Aphthona occitana - Aphthona ovata - Aphthona pallida - Aphthona parnassicola - Aphthona perrisi - Aphthona placida - Aphthona plenifrons - Aphthona poupillieri - Aphthona punctiventris - Aphthona pygmaea - Aphthona reitteri - Aphthona rhodiensis - Aphthona rugipennis - Aphthona sardea - Aphthona sarmatica - Aphthona semicyanea - Aphthona seriata - Aphthona sicelidis - Aphthona signatifrons - Aphthona stussineri - Aphthona subovata - Aphthona syriaca - Aphthona testaceicornis - Aphthona velachica - Aphthona variolosa - Aphthona vaulogeri - Aphthona venustula - Aphthona violacea - Aphthona wagneri |